# جاستن كناب
جاستن كناب (بالإنجليزية: Justin Anthony Knapp)‏ هو ببليوجرافي ‏ أمريكي، ولد في 18 نوفمبر 1982 في Indiana University Health Methodist Hospital ‏ في الولايات المتحدة. وهو أول من بلغت تعديلاته في ويكيبيديا مليون تعديل.